# Miklós Németh (atleta)
Miklos Németh (Budapest, Hungría, 23 de octubre de 1946) es un atleta húngaro retirado, especializado en la prueba de lanzamiento de jabalina en la que llegó a ser campeón olímpico en 1976.

## Carrera deportiva
En los JJ. OO. de Montreal 1976 ganó la medalla de oro en el lanzamiento de jabalina, llegando hasta los 94.58 metros que fue récord del mundo, superando al finlandés Hannu Siitonen (plata) y al rumano Gheorghe Megelea (bronce).